# Granalha de aço
Granalha de Aço é um tipo de partículas de aço usadas como meio abrasivo ou de martelagem e que geralmente estão disponíveis sob 3 formatos, Esférica (Shot), Angular (Grit) e arame cortado (Wire cut) com vários tamanhos e durezas

## Introdução
A granalha de aço é um dos mais importantes materiais de decapagem com jacto abrasivo (português europeu) ou jateamento (português brasileiro) disponível no mercado. Foi um dos primeiros abrasivos artificiais produzidos e, depois de exaustivas pesquisas operacionais, a sua qualidade, eficiência, uniformidade e economia foram muito incrementadas.
Inicialmente, a granalha era obtida de ferro fundido, mas como se fragmenta com certa facilidade, diminuindo a sua eficácia e  apresentando consumo elevado, foi, mais tarde fabricada a partir de aço. A decapagem com jacto abrasivo (português europeu) ou jateamento (português brasileiro),  substituiu, nas oficinas de pintura, a areia de sílica, pois para além de ser muito mais eficiente, evitava os enormes riscos para a saúde dos operadores (Silicose).
As produzidas em ferro maleável ou aço só foram comercializadas , no Brasil, nos anos 60, dominando mais de 70% do mercado atual. As principais vantagens que apresentam são:[carece de fontes?]
- Baixo custo operacional: Suportam 300, 400 ou mais ciclos ao contrário dos 2 ou 3, no máximo, da areia.
- Velocidade de limpeza: A maior densidade, a possibilidade de ser impulsionado por turbinas atingindo maiores velocidades e a constância de suas dimensões durante muito tempo resultam numa notável e duradoura eficiência operacional.
- Uniformidade no acabamento: Pelas mesmas razões, os acabamentos superficiais são de uniformidade constante.
- Menor desgaste: A abrasão sobre os bicos, palhetas de turbinas e sobre os próprios equipamentos é menor que quando se utiliza areia.
- Menor geração de pó: Como as granalhas de aço ou maleáveis não se fragmentam facilmente, o pó gerado se restringe ao removido da superfície da peças jateadas simplificando os sistemas de purificação dos abrasivos e reduzindo os investimentos iniciais.

## Tipos de Granalha

### Esférica
A Granalha esférica é fabricada a partir de aço fundido atomizado (Processo de granulação) que ao solidificar adquire a forma esférica. As dimensões da granalha estão padronizadas pela norma SAE J444 com dimensões que variam entre os 0.125 mm (S70) e os 4.75 mm (S1320), as durezas variam entre os 40 e os 51 HRC. Na decapagem com jacto abrasivo são usadas as dimensões entre S70 e S780.
A granalha esférica é sobretudo usada em máquinas automáticas de decapagem, pois a sua forma degrada muito menos a estrutura da máquina em relação à granalha angular.

### Angular
A granalha angular caracteriza-se por possuir uma forma predominantemente angular e é fabricada por esmagamento da granalha esférica. Esta granalha apresenta arestas vivas e é mais dura que a granalha esférica. A gama de tamanhos situa-se entre os 0.075 mm (G120) e 2.80 mm (G10)  e apresenta-se em vários tipos de dureza:
- S: 41-51 HRC
- M: 47-56 HRC
- L: 54-60 HRC
- H: > 60 HRC

### Arame cortado
A granalha de arame cortado é produzida a partir do corte de um arame com calibre conhecido, a sua forma é a de um pequeno cilindro, cujas dimensões variam entre 0.30 mm e 3.20 mm

## Propriedades
A maioria dos abrasivos de aço são fabricados a partir de aço com elevado teor de carbono, pois apresenta o melhor compromisso entre propriedades mecânicas, eficiência e durabilidade. As propriedades mais importantes são a dimensão, a dureza, formato, resistência ao choque, e limpeza (Ausência de óxidos, sais, etc.) .
Uma das grandes vantagens dos abrasivos de aço, em relação aos outros abrasivos não metálicos, prende-se com a sua reutilização, que pode chegar a 200 – 300 ciclos, gerando por isso menos resíduos que os não metálicos.

## Aplicações

### Limpeza
A granalha de aço é usada nas operações de limpeza para a remoção de material solto em superfícies metálicas. Este tipo de aplicação é usual na indústria automóvel (Blocos de motor, cabeças de cilindros, etc.).

### Preparação de superfícies
A preparação de superfície consiste numa série de operações de limpeza e modificação física de uma superfície destinada a ser pintada. A granalha de aço é usada para remover, calamina, sujidades diversas, ferrugem, revestimentos diversos de uma superfície metálica, modificando-a produzindo uma rugosidade de superfície, necessária para melhorar a aderência da pintura a ser aplicada.

### Corte de Pedra
A granalha de aço angular é também usada no corte de pedras duras tal como o granito. Nesta aplicação, a granalha é enformada em discos de corte que são usados em máquinas rotativas.

### Martelagem
A martelagem é o o golpe repetido numa superfície de metal por partículas esféricas duras. Este impactos múltiplos produzem uma deformação na superfície metálica mas também aumenta a durabilidade da peça metálica.

## Produção
A produção anual de abrasivos metálicos é estimada em 1 milhão de toneladas.